# كريستي تشايلد
كريستي تشايلد (بالإنجليزية: Kirsty Child)‏ هي ممثلة أسترالية، (ولدت في أستراليا القرن 20  م).

## وصلات خارجية
- كريستي تشايلد على موقع IMDb (الإنجليزية)
- كريستي تشايلد على موقع ألو سيني (الفرنسية)
- كريستي تشايلد على موقع قاعدة بيانات الفيلم (الإنجليزية)